# Bart, el soplón
Bart, el soplón, llamado Bart the Fink en su idioma original, es un episodio perteneciente a la séptima temporada de la serie animada Los Simpson, estrenado en la cadena FOX en Estados Unidos el 11 de febrero de 1996. Fue escrito por Bob Kushell y John Swartzwelder y dirigido por Jim Reardon. El título original es un juego de palabras parodiando a la película Barton Fink. En el episodio, Bart descubre involuntariamente que Krusty evade impuestos, por lo que este es embargado y más tarde finge su muerte.

## Sinopsis
Luego de la muerte de la tía Hortensia, cada miembro de la familia Simpson, excepto Maggie, recibe como herencia cien dólares. Aunque los niños querían gastar el dinero, Marge los obliga a ponerlo en el banco, para luego tener intereses. A Bart, por depositar su dinero, le obsequian una chequera, que usa todo el tiempo. 
En una ocasión, el niño intenta conseguir un autógrafo de Krusty el Payaso, pero el comediante no se lo da, ya que estaba apurado. Entonces, Bart hace un cheque por 25 centavos para Krusty, ya que así, cuando fuera a buscar su dinero al banco, le devolvería el cheque con su firma. Sin embargo, el cheque le es devuelto con un sello en lugar de la firma, que decía "Islas Caimán-Corporación Shore Holding". Bart, enojado, va al banco, para pedirles a los cajeros que obligasen a Krusty a firmar el cheque. Sospechando de la empresa en las islas, uno de los empleados del banco investiga qué había detrás de la empresa, y unos minutos después Krusty es arrestado por evadir impuestos durante años. 
Más tarde, Krusty descubre que no iría a prisión, pero que su salario sería embargado en un 75% durante cuarenta años. Krusty les asegura a los funcionarios que no viviría tanto, lo que hace que suban el embargo al 95%. 
El gobierno asume el control de todos los bienes de Krusty, incluyendo su casa, posesiones y programa, además de convertir el restaurante Krusty Burger en un lugar llamado "IRS Burger", en referencia al Servicio de Impuestos Internos de EE. UU, cuyas siglas en inglés son IRS. Arruinado y sin dinero, un día Bart trata de animarlo a seguir adelante, pero es ignorado. Esa misma noche, el payaso toma su viejo aeroplano y se estrella directamente contra una montaña. Todos, al ver entre los restos del avión los zapatos del payaso, asumen que Krusty ha muerto. 
Bart, consumido por la culpa de haber ocasionado todo esto, comienza a vivir deprimido constantemente; pero un día empieza a ver a un hombre muy parecido a Krusty en distintos lugares de la ciudad. Lo ve en la calle, en el consultorio del Dr. Hibbert, debajo del agua pescando una langosta. Bart le cuenta todo esto a Lisa y la convence de ir al puerto, ya que siempre que había visto al hombre parecido a Krusty, estaba haciendo algo relacionado con el mar. Los hermanos, en el puerto, descubren que Krusty ha adoptado una nueva identidad: Rory B. Bellows, un trabajador del puerto. El payaso, sin tener escapatoria, confiesa que había fingido su muerte porque ya estaba harto de ser Krusty. Aunque este al principio se niega a regresar a la comedia, finalmente los niños lo convencen, pero le preguntan qué hará para solucionar su problema con los impuestos. Krusty los tranquiliza diciendo que el buen Rory B. Bellows tenía un excelente seguro de vida. Detrás de ellos, en el mar, el barco de "Rory" explota en mil pedazos.